# Hydrocharitales
Hydrocharitales е разред покритосеменни растения, използван в някои по-стари класификации, като тази на Кронкуист. В тях разредът включва само едно семейство – Водянкови (Hydrocharitaceae). В системата APG II то е включено в разред Alismatales.